# Peter Cachola Schmal
Peter Cachola Schmal (Altötting, 1960) es un arquitecto, crítico y comisario de arte alemán, director del Museo Alemán de Arquitectura (DAM) desde 2006.

## Biografía
Peter Cachola Schmal se graduó en la Escuela Internacional de Yakarta (Indonesia) y recibió el Abitur alemán en el Landschulheim am Solling de Holzminden. Graduado en Arquitectura en la Universidad Técnica de Darmstadt, en la que fue profesor entre 1992 y 1997; siguió su carrera docente en la Universidad de Ciencias Aplicadas de Frankfurt entre 1997 y 2000. Comisario de arte del Museo Alemán de Arquitectura desde 2000, ocupa el puesto de director del mismo desde 2006. Ha sido miembro de varios jurados, entre ellos el del Premio de Arquitectura Contemporánea de la Unión Europea – Premio Mies van der Rohe, el del Premio Europeo de Fotografía Arquitectónica y el del House of the Year Award. Asimismo, organiza otros certámenes convocados por el DAM, concretamente el Internationaler Hochhaus Preis (Premio Internacional de Edificios Altos), el DAM Preis für Architektur In Deutschland (Premio DAM de Arquitectura en Alemania) y el DAM Architectural Book Award. Además, Cachola fue comisario general de la delegación alemana de la 7ª Bienal Internacional de Arquitectura de Sao Paulo en 2007 y en la Exhibición de Arquitectura de la Bienal de Venecia en 2016. Cachola ha sido miembro del jurado del Premio Europeo del Espacio Público Urbano en las ediciones de 2010, 2012 y 2014.